# Gyrodyne QH-50

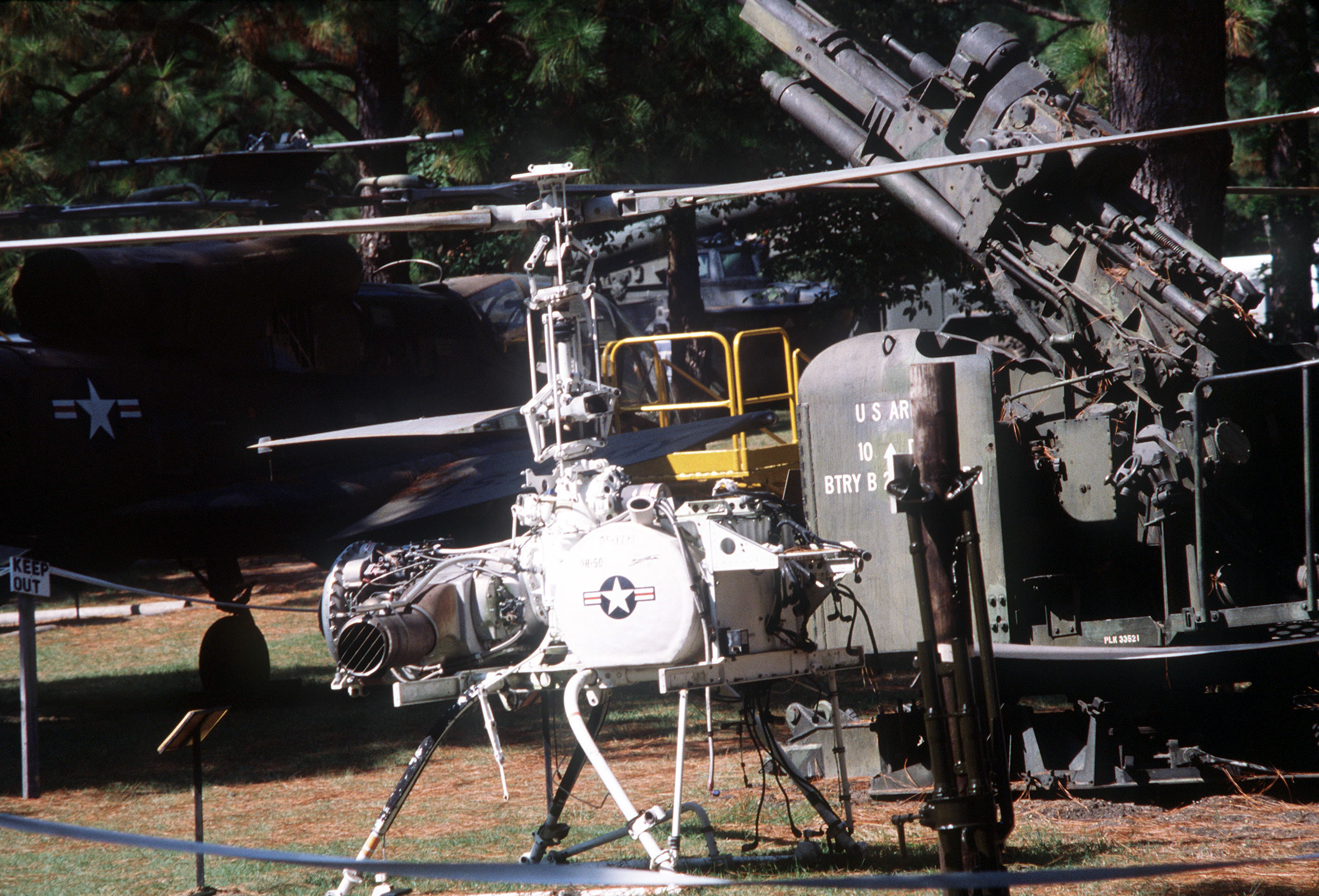

DASH (с англ. — «слетать [куда-либо]», бэкр. от Drone Anti-Submarine Helicopter, войсковой индекс — QH-50) — беспилотный летательный аппарат (беспилотный вертолёт). Лётные испытания начались в 1959 году. До 1969 года было произведено более 700 аппаратов QH-50 разных модификаций, пока ВМС США не отказались от проекта. В дальнейшем использовались преимущественно в качестве мишеней для испытания перспективного ракетного вооружения. Последний эскадрон QH-50 располагался на полигоне White Sands и находился в эксплуатации до 2006 года. Некоторые из них всё ещё используются сегодня для различных исследовательских и испытательных целей, сохраняются в коллекциях или в модифицированном виде находятся в частном владении.

## Назначение

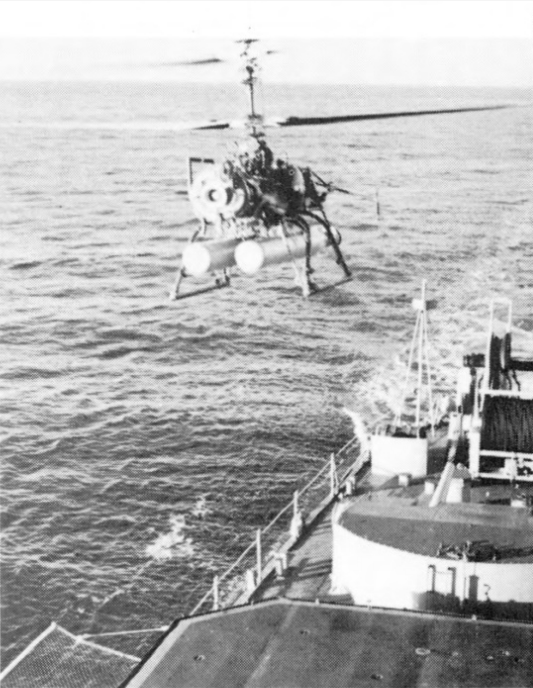
Вертолёт с двумя торпедами взлетает с палубы корабля-носителя

Аппараты DASH по проекту являлись штатным противолодочным вооружением ракетных крейсеров типа «Белкнап». Впоследствии это привело к необходимости перестройки всех кораблей этого типа из-за необходимости увеличения вертолётных ангаров, не способных принять пришедшие на смену БПЛА QH-50 вертолёты SH-2 Seasprite.
Концепция боевого применения предполагала его задействование в сочетании с другими средствами противолодочной обороны эсминцев. DASH предназначался для атаки подводных лодок противника, до того как они войдут в зону досягаемости имеющихся у них торпед, на расстоянии безопасного удаления от корабля-носителя. DASH нёс на узлах подвески под днищем фюзеляжа две самонаводящиеся авиационные торпеды. Последовательность действий команды корабля была следующей: после обнаружения ПЛ противника, вертолёт управлялся дистанционно, операторы последовательно управляли взлётом и набором высоты, полётом к месту предстоящего обстрела противника, производили пуск торпед, после чего направляли вертолёт обратно на корабль, он либо совершал посадку на палубе, если же погодные условия или запас топлива не позволяли осуществить посадку на борт, опускался на воду, откуда подбирался на борт командой корабля.
В полёте вертолёт управлялся при помощи командной радиолинии управления последовательно двумя способами с двух разных постов:
- визуально-инструментальным способом — оператором взлёта-посадки непосредственно на палубе корабля, на начальном участке траектории полёта, до набора вертолётом требуемой высоты и захода на курс, и посадкой аппарата на палубу после того, как вертолёт возвращался с боевого вылета,
- радиолокационным способом (по приборам) — оператором приборного наведения, находящимся на посту боевого управления корабля и отслеживающим полёт вертолёта на экране кругового обзора корабельной РЛС, оператор принимал управление вертолётом как только РЛС фиксировала его в поле обзора и прекращал управление как только команда на палубе фиксировала возвращающийся вертолёт визуально.

В случае тумана или действий в ночное время суток, вертолёт либо оснащался средствами, делавшими возможным его отслеживание в темноте и при нулевой видимости, либо приземлялся так же по приборам.

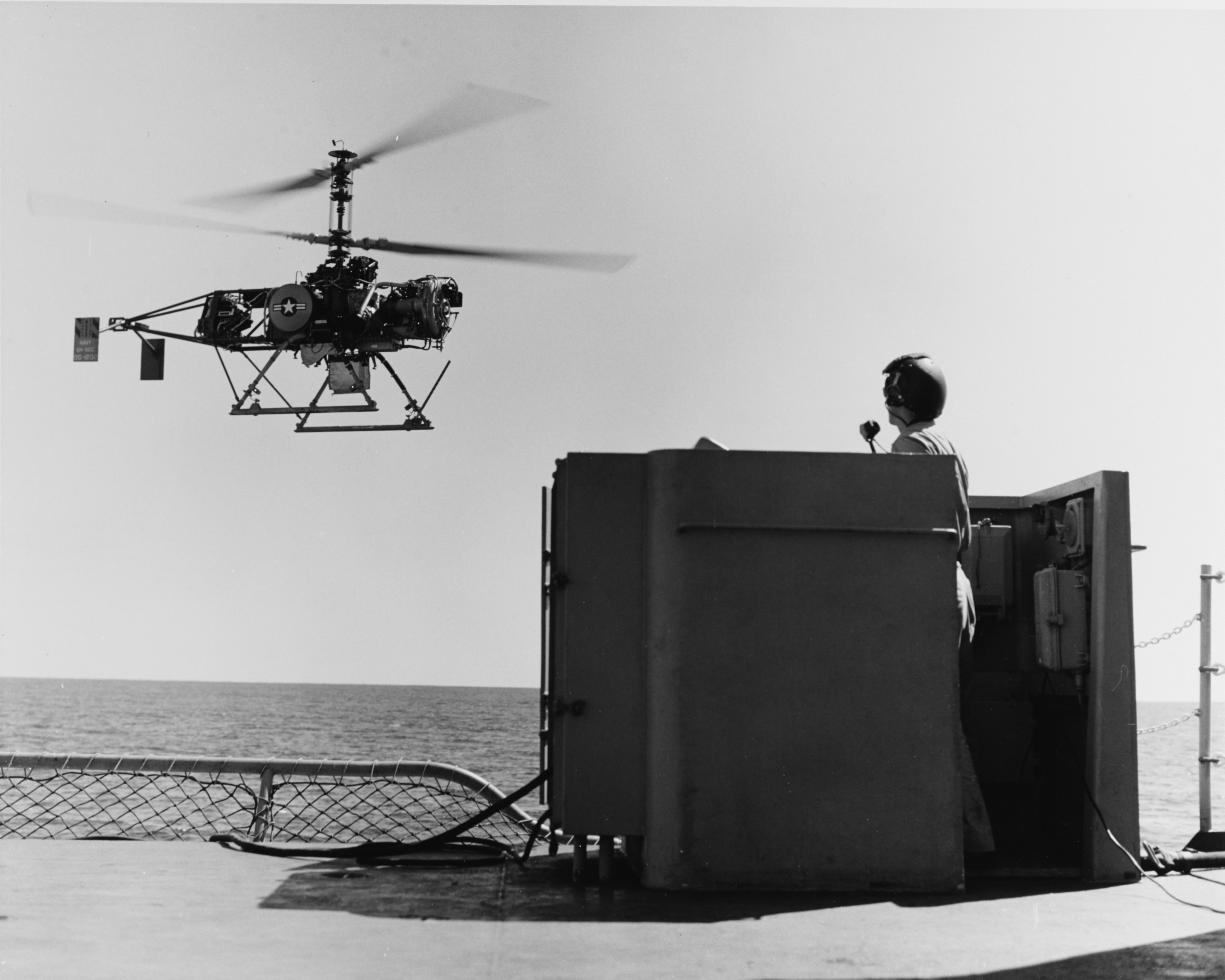
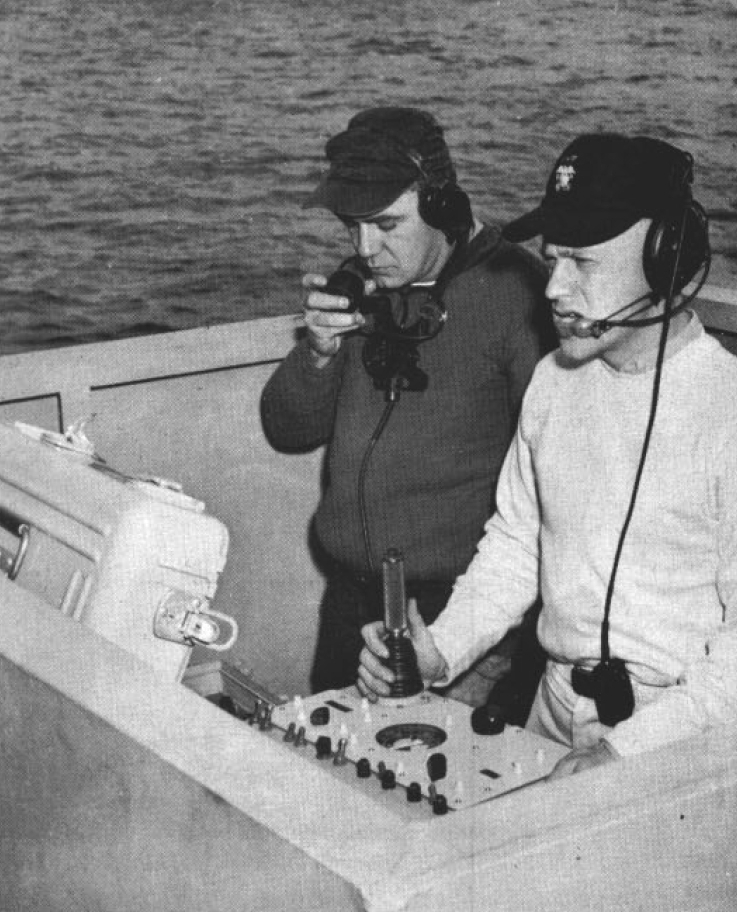
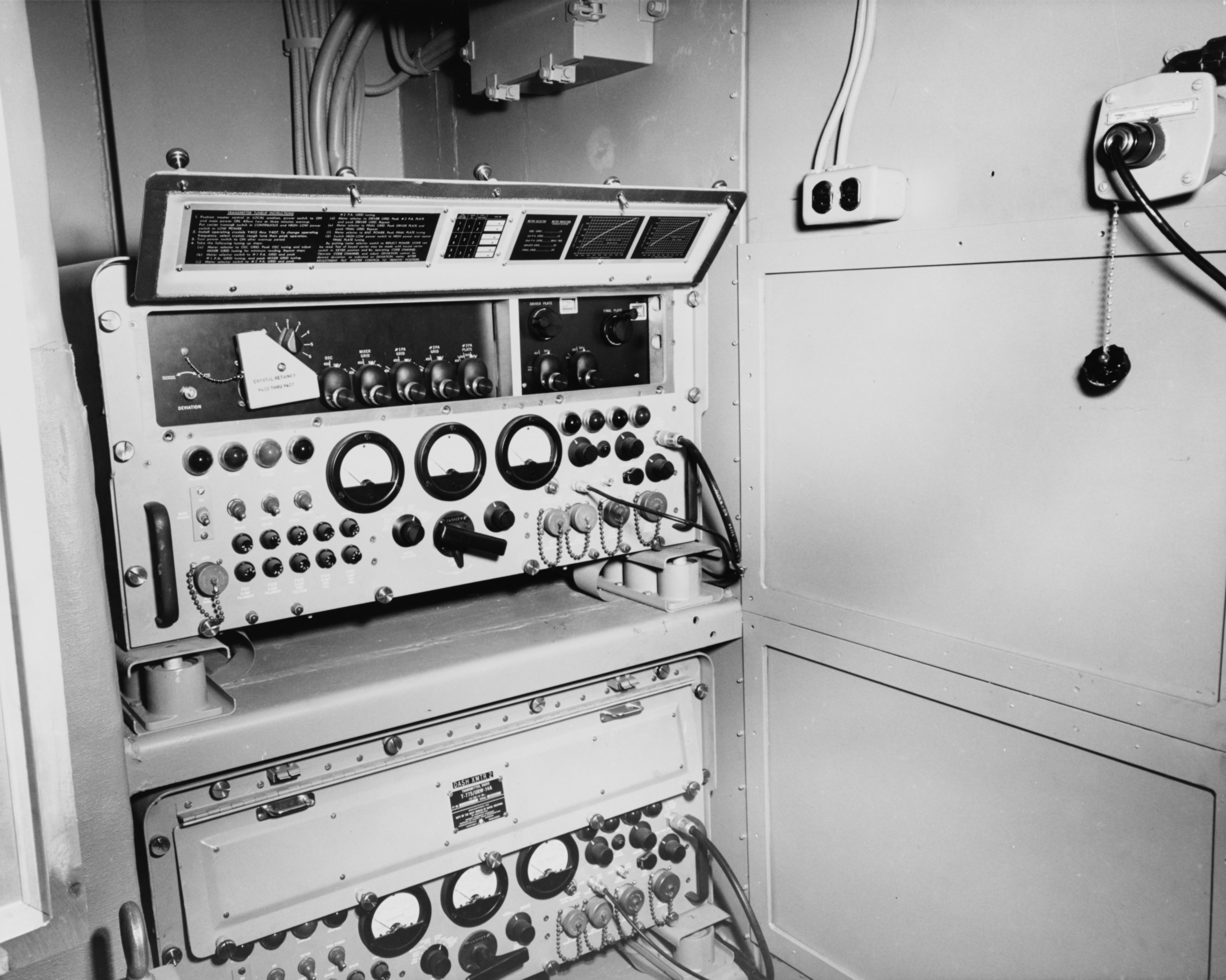
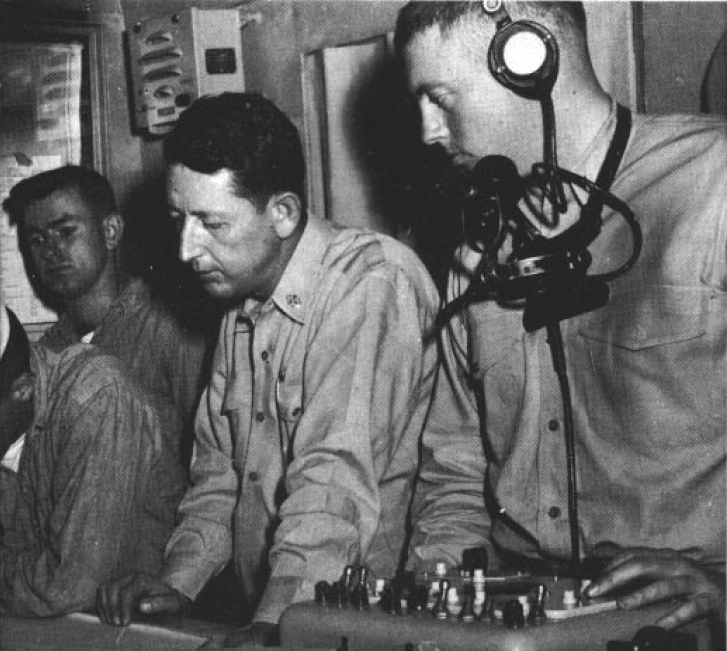

## История
Поступил на вооружение ВМС США и Японии (около 20 БПЛА), как противолодочный вертолёт. Несмотря на большие надежды, возлагаемые на этот проект, он не оправдал доверия командования ВМС США в первую очередь из-за несовершенства систем управления. Финансирование проекта было прекращено в том числе и по причине секвенции соответствующих статей военного бюджета в связи с войной во Вьетнаме.
Являлся первым в мире беспилотным вертолётом принятым на вооружение, в Японии эксплуатировался до 1977 года.

## Боевое применение
Во время Вьетнамской войны применялись в двух вариантах - противолодочном QH-50C DASH и разведывательном QH-50D SNOOPY, при этом последние все до одного были либо сбиты, либо разбились. В целом огнём противника в ходе войны были сбиты больше 50 таких БПЛА, ещё несколько сотен разбилось.

## Задействованные структуры
В разработке и производстве QH-50 были задействованы следующие структуры:

| Генеральный подрядчик работ - Летательный аппарат в целом — Gyrodyne Company of America, Сент-Джеймс, Лонг-Айленд, Нью-Йорк. Поставщики бортового оборудования по заказу генподрядчика (CFE) - Электропривод рулевых поверхностей — Lear-Siegler, Inc., Astronomics Division, Санта-Моника, Калифорния; - Электромеханический силовой привод несущего винта — Lear-Siegler, Inc., Power Equipment Division, Кливленд, Огайо; | - Бортовой радиоприёмник — Babcock Electronics Corp., Aerospace Division, Коста-Меса, Калифорния; - Дешифратор команд управления — Motorola, Inc., Military Electronics Division, Скоттсдейл, Аризона; - Статоскоп — Kollsman Instrument Corp., Элмхерст, Куинс, Нью-Йорк. Поставщики бортового оборудования по госзаказам (GFE) - Авиадвигатель T-50-BO-10 — Boeing Co., Turbine Division, Сиэтл, Вашингтон. |

## ТТХ
1. Длина: 3,9 м
2. Высота: 3 м
3. Пустой вес: 537 кг
4. Загружено вес: 991 кг
5. Максимальный взлётный вес: 1046 кг
6. Двигатель: турбовальный Boeing T-50-BO-8A 255 л. с. (168 кВт)
7. Максимальная скорость: 148 км/ч
8. Дальность: 132 км
9. Практический потолок: 4939 м
10. Скороподъёмность: 145 м/мин
11. Вооружение: две самонаводящихся торпеды Mk-44 или одна Mk-46.